# اوکیو (لیما)
اوکیو (به اسپانیایی: Uqhu) یک کوه در پرو است که در Peru, Lima Region واقع شده‌است. اوکیو ۵٬۲۶۲ متر بالاتر از سطح دریا واقع شده‌است.